# Jaskinie Bajka
Jaskinie Bajka (kod PLH040047) – specjalny obszar ochrony siedlisk sieci Natura 2000, zlokalizowany koło miejscowości Gądęcz w województwie kujawsko-pomorskim. Obszar obejmuje powierzchnię 4,1 ha
Teren wyznaczony został w celu długotrwałego zabezpieczenia naturalnego siedliska przyrodniczego jakim są jaskinie nieudostępnione do zwiedzania.